# ميتريداتس الأول كالينيكوس
ميتريداتس الأول كالينيكوس (باليونانية: Μιθριδάτης Καλλίνικος) كان ملكًا على مملكة كوماجيني في القرن الأول قبل الميلاد. يُعد أول ملك مستقل فعليًا للمملكة بعد تحررها من التبعية للسلوقيين، وقد ساهم في ترسيخ كيان سياسي مستقل يجمع بين الثقافة الهلنستية والتقاليد الشرقية.

## خلفيته
ميتريداتس هو ابن بطليموس ملك كوماجيني، وينحدر من الأسرة الأورونتيدية ذات الأصول الأرمنية-الفارسية. ورث عن والده مملكة شبه مستقلة، لكنه عزز استقلالها وأعلن نفسه ملكًا مستقلًا بشكل رسمي.

## فترة حكمه
شهد عهد ميتريداتس الأول بداية تبلور هوية خاصة لمملكة كوماجيني، إذ عمل على تعزيز مؤسسات الحكم وتوسيع حدود الدولة. كما تبنّى الألقاب الملكية الهلنستية وأضاف إليها ألقابًا ذات طابع ديني شرقي، في محاولة لدمج العناصر الثقافية المختلفة في المملكة.
تزوج من لاوديكي، وهي أميرة من الأسرة السلوقية، وهو زواج سياسي عزز شرعيته وساهم في توطيد العلاقة بين كوماجيني والدول المجاورة.

## إنجازاته
- إعلان الاستقلال الرسمي لمملكة كوماجيني عن الإمبراطورية السلوقية.
- ترسيخ الحكم الوراثي.
- تعزيز الطابع المزيج بين الحضارة اليونانية والديانة الزرادشتية والأرمنية.
- التحضير لبناء المشاريع المعمارية الكبرى التي اكتملت في عهد ابنه أنطيوخوس الأول ثيوس، مثل موقع نمرود داغ.

## خلفه
خلفه ابنه أنطيوخوس الأول ثيوس، وهو من أشهر ملوك المملكة، وقد خلد ذكرى والده في النقوش التي أقامها في معبد جبل نمرود، حيث أشار إليه بصفته "الملك المبارك والمحب للحكمة".

## الإرث
يُعتبر ميتريداتس الأول حجر الأساس في بناء مملكة كوماجيني المستقلة، إذ نقلها من حالة التبعية السياسية إلى كيان مستقل ذي طابع مميز. وقد حافظت ذريته على هذه الاستقلالية لأكثر من قرن.